# Conventions de La Marsa
Lire en ligne

Texte sur Wikisource

Les conventions de La Marsa (arabe : اتفاقية المرسى), compléments au traité du Bardo, sont signées entre le bey de Tunis Ali III et le ministre-résident de France en Tunisie Paul Cambon le 8 juin 1883 à La Marsa (Tunisie). Ces conventions ont pour but, avec le rachat de la dette, de supprimer la commission financière internationale. Pour la première fois, le terme de protectorat est utilisé pour qualifier les rapports entre les gouvernements français et tunisiens. C'est le véritable acte de naissance du protectorat français de Tunisie.

## Contexte
Afin d'éviter l'hostilité des autres puissances européennes lors de l'invasion de la Tunisie en 1881, les termes du traité du Bardo sont très limités : occupation militaire de quelques points de la régence de Tunis et abandon de la souveraineté extérieure qui n'avait jamais formellement existé, la régence de Tunis dépendant de l'Empire ottoman.
Par l'article 4 du même traité, « le gouvernement de la République française se porte garant de l'exécution des traités actuellement existants entre le gouvernement de la régence et les diverses puissances européennes », ce qui revient à reconnaître les situations particulières octroyées aux ressortissants des différentes nations européennes grâce au régime des capitulations.
Enfin, l'article 7 édicte que « le gouvernement de la République française et le gouvernement de son altesse le bey de Tunis se réservent de fixer, d'un commun accord, les bases d'une organisation financière de la régence, qui soit de nature à assurer le service de la dette publique et à garantir les droits des créanciers de la Tunisie ».
Un nouveau traité est donc nécessaire pour entériner cette nouvelle organisation qui doit permettre de supprimer la commission financière internationale mise en place en 1869. Dirigée conjointement par des représentants français, anglais et italiens, cette dernière est chargée de collecter la moitié des revenus de la régence pour assurer le remboursement des créanciers du pays. Son existence est donc un frein pour les ambitions françaises qui visent à l'hégémonie dans la gouvernance de l'administration tunisienne.

## Première mouture
Un premier traité est signé le 30 octobre 1882 entre le bey de Tunis et le résident général. Ce texte stipule que le gouvernement français est « autorisé à exercer en Tunisie les attributions administratives et judiciaires qu'il jugerait utiles ». Toutefois, sa ratification est refusée par le parlement français qui voit là le danger d'une administration directe du pays, alors qu'il n'a jamais donné son autorisation à l'occupation de la Tunisie. Par leur refus, les députés français indiquent clairement que si la Tunisie doit être placée sous tutelle, cela ne doit pas l'empêcher de conserver son identité, son intégrité et son unité.

## Version finale
Le texte est alors légèrement modifié pour stipuler que « le bey de Tunis s'engage à procéder aux réformes administratives, judiciaires et financières que le gouvernement français jugera utiles », ce qui permet la fiction d'un monarque décidant en dernier recours. Mais cette légère différence permet à la Tunisie de conserver sa personnalité d'État au regard du droit international.
Pour s'assurer de la signature du bey, le traité précise qu'il percevra une liste civile d'un montant de deux millions de piastres.
Le problème de l'organisation financière de la régence est réglé par l'émission d'un emprunt visant à convertir la dette tunisienne. L'emprunt étant garanti par la Banque de France, la commission financière internationale deviendrait alors inutile.
Les conventions sont finalement signées par Ali III Bey et Paul Cambon le 8 juin 1883 à La Marsa.

## Application des conventions
Il faut attendre près d'un an pour que la Chambre des députés française accepte que la dette tunisienne soit convertie en une rente de 6 307 000 francs à 4 % d'intérêts avec la garantie de la Banque de France. Au bout de trois jours de débats,,, les conventions sont ratifiées par le parlement le 3 avril 1884, par 319 voix contre 161.

La « loi portant approbation de la convention conclue avec son altesse le bey de Tunis le 8 juin 1883 » est promulguée au Journal officiel de la République française du 11 avril 1884 : 
« Article 1er : Le Président de la République française est autorisé à ratifier et à faire exécuter la convention conclue entre le gouvernement de la république et S.A. le bey de Tunis le 8 juin 1883.

Article 2 : Quand, en vertu de l'article 2 de la présente convention, le bey de Tunis demandera au gouvernement français l'autorisation de contracter un emprunt, cette autorisation ne pourra être accordée que par une loi.

Article 3 : Un rapport sera présenté chaque année au président de la république sur les opérations financières dans la régence de Tunis, sur l'action et le développement du protectorat. Ce rapport sera distribué au Sénat et à la Chambre des députés. »
Les opérations de remboursement et de conversion de la dette ont lieu de juin à octobre 1884. La commission financière internationale, qui n'a donc plus de justification, est dissoute le 13 octobre 1884 en transférant ses compétences à la direction des finances, créée par le décret beylical du 4 novembre 1882.
Alors que les termes de la convention ne mentionnaient que des accords à passer entre le bey et le gouvernement français, le décret présidentiel du 10 novembre 1884 délègue au résident général « l'effet d'approuver au nom du gouvernement français la promulgation et la mise à exécution dans la régence de Tunis de tous les décrets rendus par son altesse le bey ». Ce décret et l'article premier des conventions permettent maintenant au résident général d'imposer toutes ses propositions de loi au bey, remplaçant de fait le protectorat par une administration directe déguisée. Son abrogation sera le combat permanent des nationalistes tunisiens.

## Abrogation

### Tentative de 1951
La première tentative d'abrogation date de 1951, lorsque le gouvernement de M'hamed Chenik est formé à la suite de la nomination du nouveau résident général Louis Périllier qui déclare qu'« il est juste que la Tunisie s'achemine, par des modifications institutionnelles progressives, vers une autonomie interne, conforme d'ailleurs à l'esprit des traités ».

Un mémorandum est alors remis par Chenik au ministre français des Affaires étrangères Robert Schuman le 31 octobre 1951, dans lequel il détaille les griefs tunisiens vis-à-vis de l'orientation prise par le protectorat : 
« Le traité de 1881 qui a épousé la forme d'une convention entre deux États a réservé au bey sa souveraineté interne ; par la suite, la convention du 8 juin 1883 où, pour la première fois, il fut question de protectorat avait stipulé qu'« afin de faciliter au gouvernement français l'accomplissement de son protectorat, son altesse le bey s'engage à procéder aux réformes administratives, judiciaires et financières que le gouvernement français jugera utiles ».

Ce n'était donc pas une délégation de pouvoirs consentie par le souverain tunisien au profit du gouvernement français, mais simplement un engagement de ce même souverain d'effectuer telle réforme que le gouvernement français estimera utile. C'est encore moins une abdication de l'autonomie beylicale, son altesse gardait toujours l'initiative des lois tant qu'elles n'étaient pas contraires aux engagements pris dans l'acte du 12 mai 1881. Cette interprétation découle des travaux préparatoires et notamment du refus de ratification par le Parlement français de la convention élaborée par M. Paul Cambon le 30 octobre 1882.
Dans son esprit, la convention de La Marsa, nonobstant ses vices originaux, suppose une collaboration entre deux gouvernements et non pas une administration directe de la Tunisie par la France, encore moins l'adjonction à la souveraineté tunisienne, seule légale et légitime, d'une souveraineté. Ceci est si évident que le pouvoir législatif du bey est resté intact.
Cependant, le souverain, auquel il a été reconnu le droit d'effectuer toutes les réformes, ne peut les effectuer que si leur opportunité a été préalablement appréciée par le représentant de la France. De sorte qu'en même temps, le gouvernement se voyait restreindre l'exercice de sa souveraineté interne […]
Ce premier pas vers le partage de l'exercice de la souveraineté interne franchi, nous avons assisté à la naissance d'une théorie que forgera une pratique administrative, celle du « protectorat, création continue ». Formule subtile s'il en fut qui aboutit dans le domaine politique à une confusion de souveraineté et dans le domaine administratif à la gestion directe, c'est-à-dire une annexion déguisée.
Les modifications de détail qu'ont introduites de temps à autre, dans l'appareil gouvernemental ou administratif, les innovations apportées au fonctionnement de nos institutions légalisaient ces abus et faussaient toujours davantage les rapports de la Tunisie avec la France […]

La nouvelle orientation à prendre ne saurait se manifester autrement que par le dégagement complet de la souveraineté tunisienne, lequel dégagement, s'il peut s'accommoder sur le plan intérieur du traité de 1881, est par contre incompatible avec le maintien en vigueur de la convention de 1883. »
Cette première tentative se solde par une fin de non recevoir brutale sous la forme de la note du 15 décembre 1951.

### Abrogation de 1955
Il faut attendre le 31 juillet 1954 pour que les négociations reprennent, lorsque le nouveau président du Conseil Pierre Mendès France annonce à Tunis que « l'autonomie interne de la Tunisie est reconnue et proclamée sans arrière-pensée par le gouvernement français ».

Au bout de plusieurs mois de négociations, les conventions sur l'autonomie interne sont signées le 3 juin 1955. Leur article 2 énonce : 
« Le traité conclu le 12 mai 1881 à Kassar Saïd et les conventions conclues depuis lors entre la république française et son altesse le bey de Tunis demeurent en vigueur. L'article premier de la convention de La Marsa est abrogé. »
Le 9 juillet, le texte est ratifié par le parlement français, par 538 voix contre 44 et 29 abstentions. Le 7 août, Lamine Bey scelle les conventions au cours d'une cérémonie solennelle au palais de Carthage, sur la même table où avait été signé le traité du Bardo le 12 mai 1881.